# Soudage par friction malaxage
 (mars 2014).
Si vous disposez d'ouvrages ou d'articles de référence ou si vous connaissez des sites web de qualité traitant du thème abordé ici, merci de compléter l'article en donnant les références utiles à sa vérifiabilité et en les liant à la section « Notes et références ».
Le soudage par friction malaxage (en anglais : Friction Stir Welding (FSW)), aussi nommé soudage thixotropique, est un procédé de soudage à l'état solide qui consiste à assembler deux pièces en les amenant dans un état pâteux grâce à un pion en rotation. Ce procédé a été breveté en 1991 par The Welding Institute.
Le soudage par friction malaxage est principalement utilisé pour assembler des alliages d'aluminium. Il est aujourd’hui possible d’appliquer le FSW aux alliages de titane, de cuivre, de nickel, de magnésium, les thermoplastiques, les MMC (composite à matrice métallique). Le grand défi actuellement[C'est-à-dire ?], est son application aux aciers et aciers inox.

## Principe
Un outil de forme cylindrique comportant un épaulement et un pion coaxial tourne à vitesse constante sur la ligne de contact entre les pièces à souder, ce qui provoque un « ramollissement » des matériaux, qui deviennent pâteux. L'outil pénètre alors dans le plan de joint et mélange intimement les matériaux lors d'une opération qui s'apparente au forgeage ou à l'extrusion. L'assemblage complet est obtenu lors de la progression de l'outil, qui parcourt progressivement toute la zone qui doit être soudée.

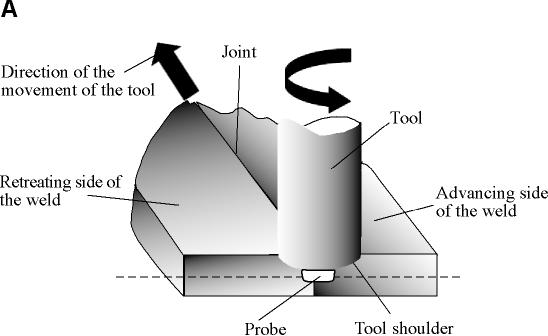
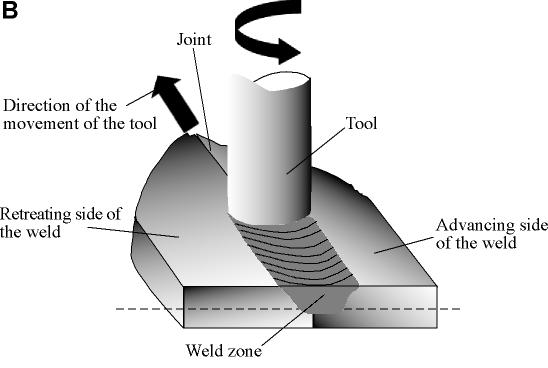

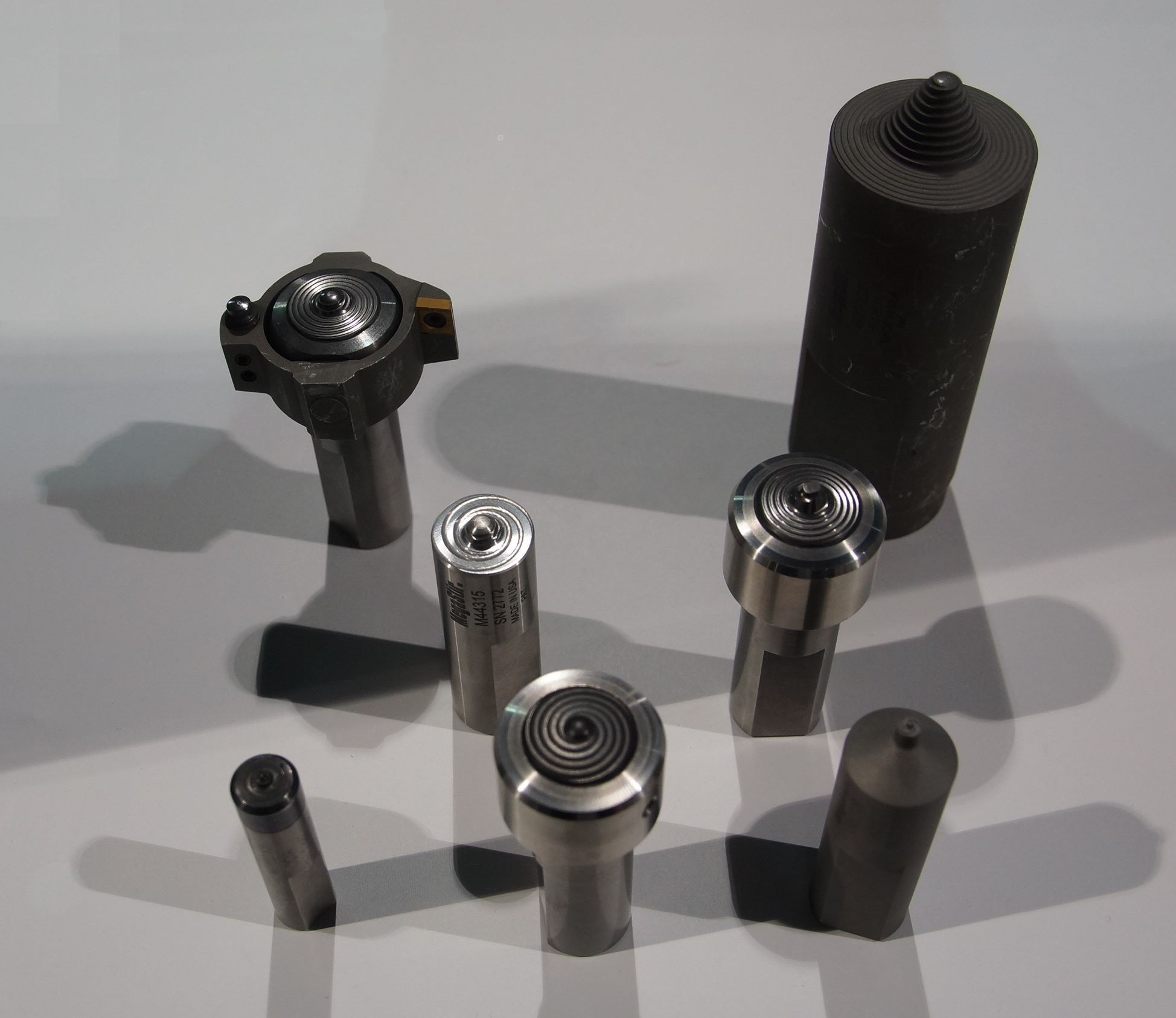
Outils FSW

### Outil
La forme ainsi que les caractéristiques mécaniques et thermiques de l'outil sont essentielles au bon fonctionnement du procédé, notamment :
- le diamètre de l'épaulement, dont la fonction est de limiter la pénétration de l'outil et d'éviter que le métal ne flue vers le haut ; le diamètre de l'épaulement varie généralement de à 2 à 3 fois celui du pion ;
- le pion est généralement cylindrique ou tronconique ; il peut comporter des collets hélicoïdaux destinés à améliorer le malaxage ;
- la résistance thermique et mécanique de l'outil.

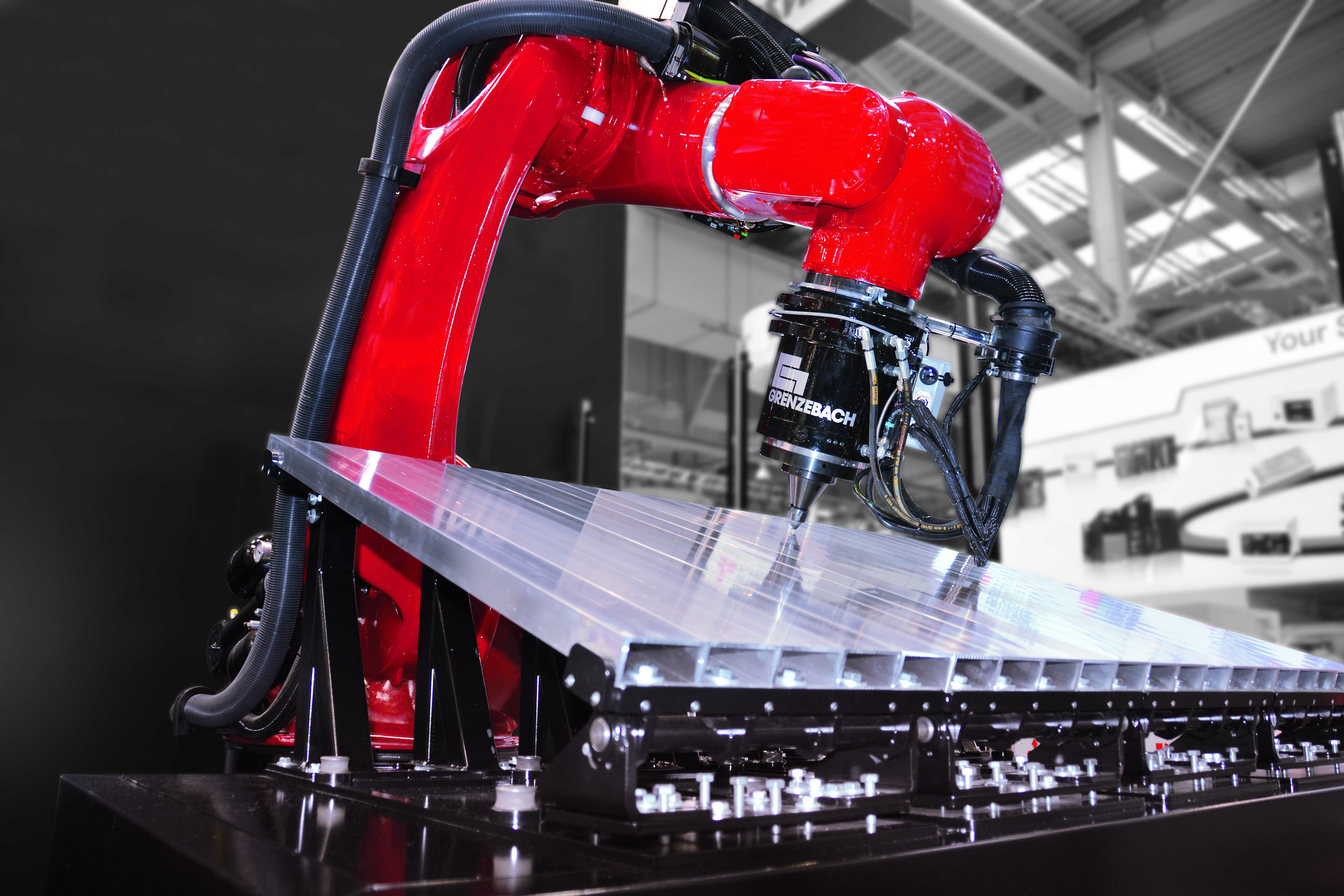
FSW avec un robot

### Machine

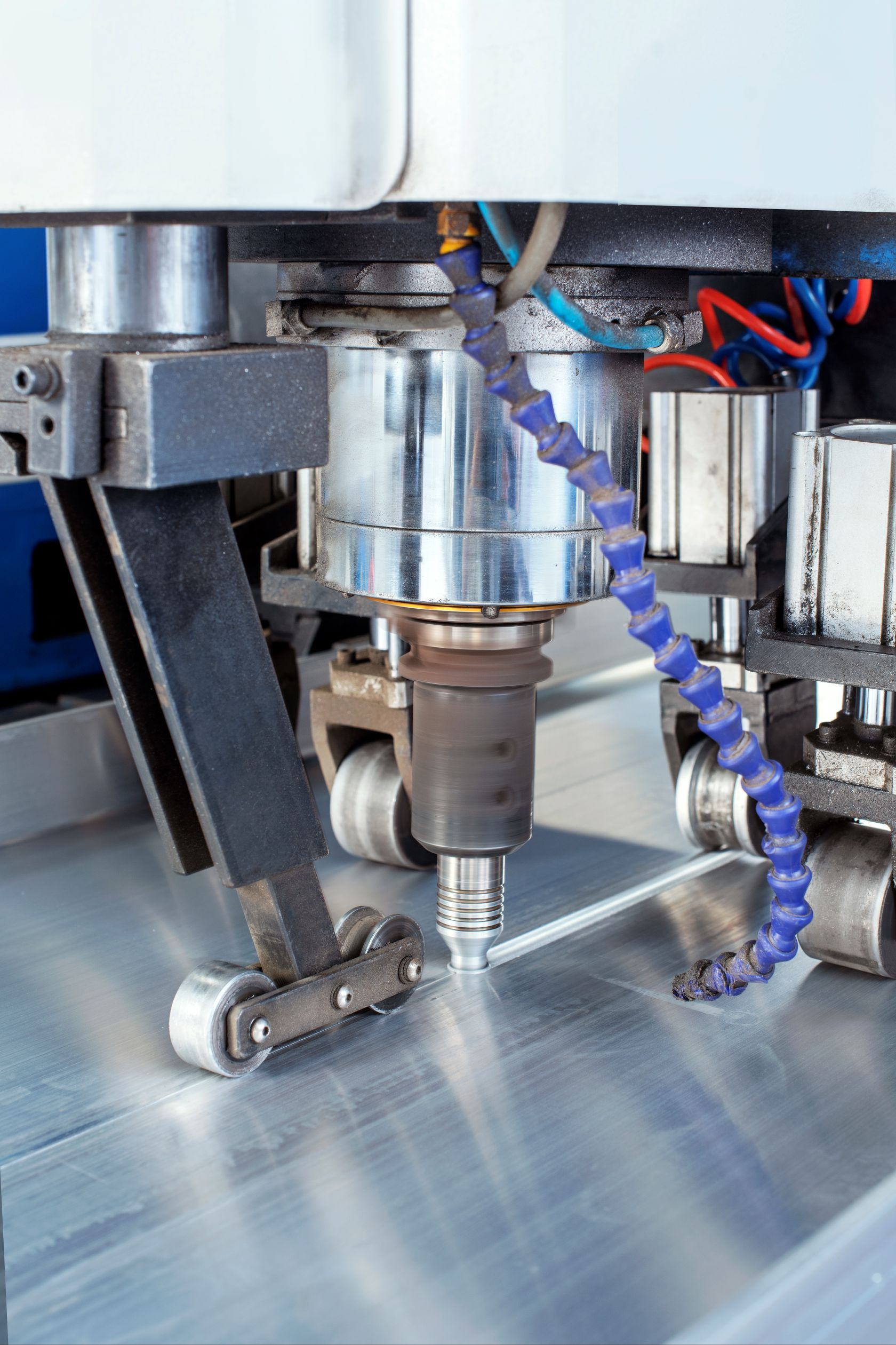
FSW avec une machine.

Comme la soudure est réalisée à l'état solide du matériau à assembler, des forces importantes sont générées sur l'outil. Cela nécessite l'utilisation de machines spécifiques de type portique. Pour baisser le coût d'investissement, des robots industriels peuvent être mis en œuvre pour des épaisseurs à souder inférieures à 8 mm. Pour de plus fines épaisseurs, des essais sont réalisés sur des commandes numériques de type fraiseuse.

## Avantages et applications
Le soudage par friction malaxage est principalement utilisé pour assembler des alliages d'aluminium, dont certains alliages difficilement soudables autrement (séries 2 000 et 7 000).
Il est important de noter que les températures maximales atteintes durant le procédé sont inférieures à la température de fusion de la matière : le procédé de soudage par friction malaxage est donc un procédé de soudage à l’état solide. De ce fait, certains problèmes inhérents à la soudure par fusion des alliages d’aluminium (comme la formation de fissures, de porosité, la diminution de résistance dans la zone affectée thermiquement) ne se rencontrent pas en FSW. Par ailleurs, le retrait de la couche d’oxyde avant soudage ou l'usage d’un gaz de protection ne sont pas nécessaires.

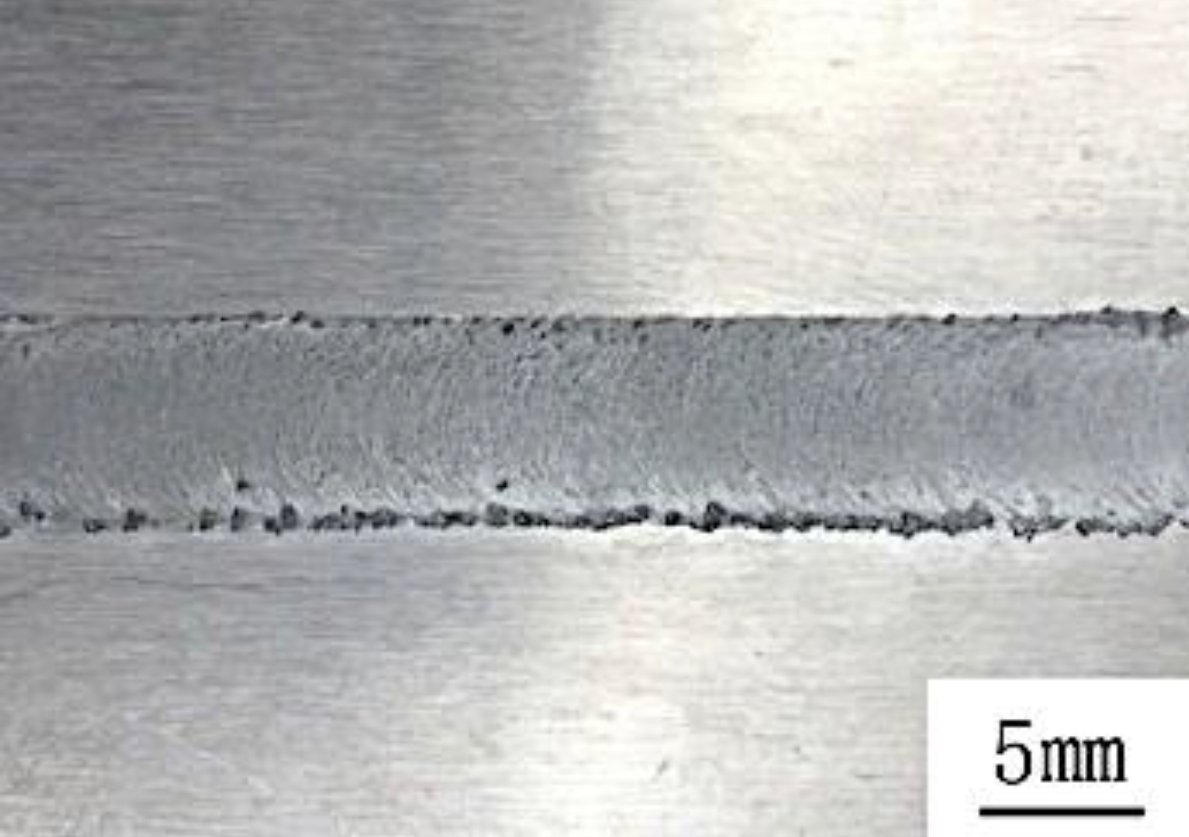
Cordon de soudure FSW sur de l'aluminium 6061-T6.

### Avantages
- Procédé propre : pas d'émission de fumées.
- Bonnes caractéristiques mécaniques.
- Consommation énergétique faibles.
- Possibilité de souder ensemble deux matériaux hétérogènes, c'est-à-dire aux caractéristiques différentes (par exemple aluminium et acier).

### Inconvénients
- Joint de soudure de type bout à bout uniquement
- Coût élevé de la machine et des outillages de bridage
- Utilisation automatisée uniquement

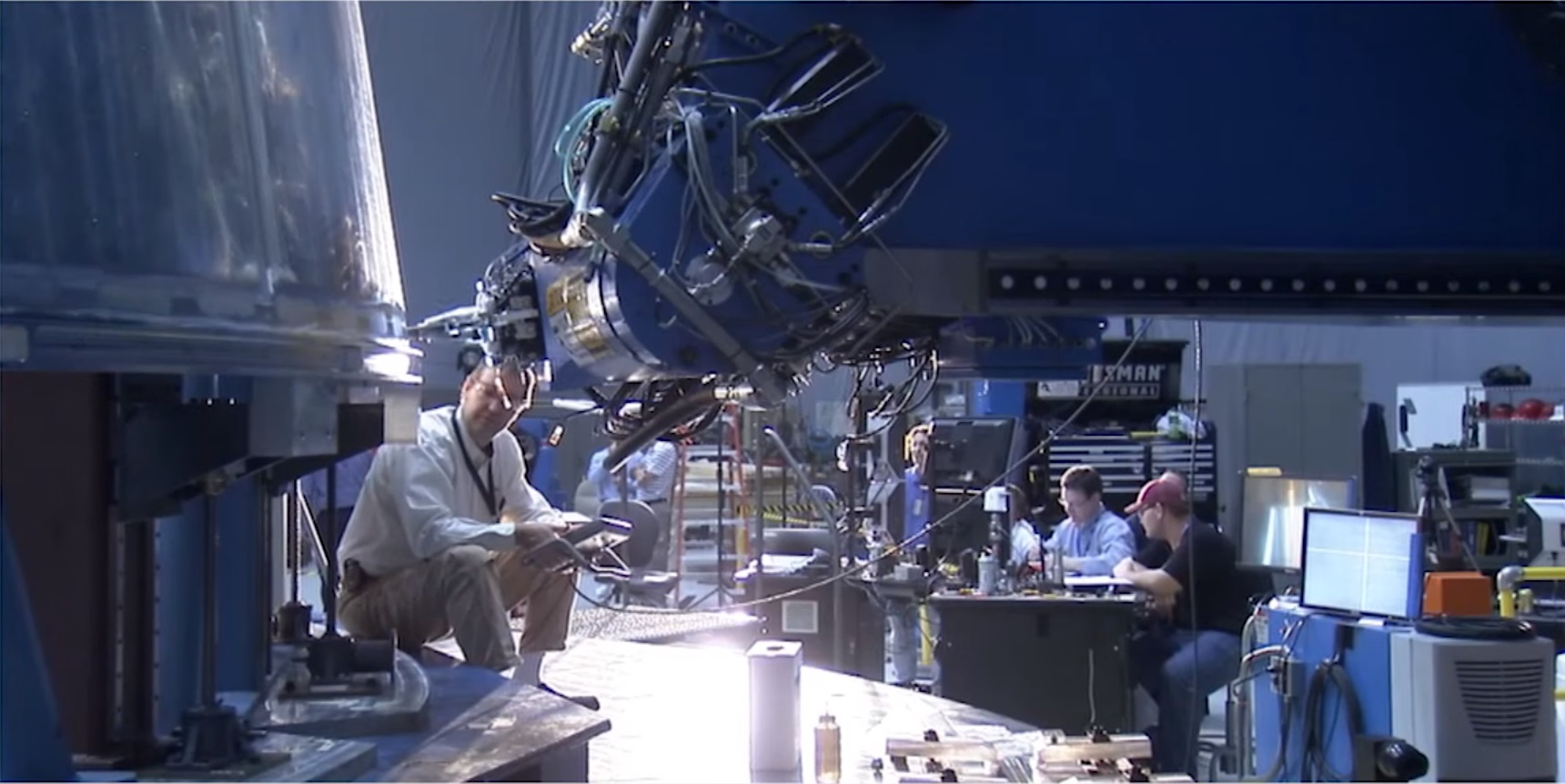
Utilisation du FSW à la NASA MSFC.

- Usure de l'outil

### Applications
Le soudage par friction malaxage est utilisé entre autres dans la construction navale, l'aéronautique, l'industrie spatiale et l'automobile.

## Recherche
Plusieurs études sont en cours[Quand ?] sur ce procédé :
- à l'Institut Maupertuis en Bretagne (France) pour le FSW robotisé ;
- à l'Institut de Soudure en Lorraine (France) ;
- à l'Université du Québec à Chicoutimi (UQAC) (Canada) ;
- au Centre des technologies de l'aluminium du CNRC situé à l'Université du Québec à Chicoutimi (UQAC) (Canada)[2] ;
- à TWI à Abington et à Sheffield en Grande-Bretagne;
- au Centre d'Étude Wallon de l'Assemblage et du Contrôle (Belgique).